# L'Arénaire
L'Arénaire (en grec ancien : Ἀρχιμήδης Ψαµµίτης, Archimedes Psammites) est un ouvrage d'Archimède dans lequel il tente de déterminer un majorant du nombre de grains de sable qui pourraient remplir l'univers. Pour ce faire, il est amené à inventer une façon de décrire des nombres extrêmement grands, et à obtenir une estimation de la taille de l'univers.
Connu également sous son titre latin de Archimedis Syracusani Arenarius & Dimensio Circuli (de arena signifiant sable), et en anglais sous le titre plus parlant de The Sand Reckoner (le compteur de sable), ce texte est adressé au roi de Syracuse Gélon, vers 230 av. J.-C. ; c'est probablement l'ouvrage le plus accessible d'Archimède. Long d'une dizaine de pages, on peut le voir, en un certain sens, comme la première publication scientifique à être à la fois académique et populaire.

## Nommer les grands nombres
Archimède commence par inventer un système pour désigner des grands nombres. Le système de numération en usage à son époque permettait d'exprimer les nombres jusqu'à une myriade (μυριάς — dix-mille) ; en utilisant le mot « myriade » lui-même, ce système peut immédiatement être étendu pour nommer les nombres jusqu'à une myriade de myriades, c'est-à-dire cent millions (108). Archimède appela les nombres jusqu'à 108 les nombres « premiers » (ou de la première octade), et appela 108 lui-même « l'unité des nombres "seconds" ». Les multiples de cette unité sont appelés nombres seconds, et ceux-ci s'étendent jusqu'au produit de cette unité par elle-même (donc une myriade de myriades de fois), soit jusqu'à 108 × 108 = 1016. Ce nombre est appelé « l'unité des nombres troisièmes », dont les multiples seront les nombres troisièmes (ou de la troisième octade), et ainsi de suite. Archimède nomme ainsi les nombres jusqu'à atteindre l'unité de la 108-ième octade, c'est-à-dire {\displaystyle (10^{8})^{(10^{8})}=10^{8\times 10^{8}}}.
Bien que ces nombres soient de très loin suffisants pour le dénombrement qu'il s'est proposé, Archimède continue la description de son système comme suit : l'ensemble des nombres qu'il vient de définir est appelé « nombres de la première période », et le plus grand, {\displaystyle (10^{8})^{(10^{8})}}, sert d'unité pour la « seconde période », laquelle est construite de façon analogue à la première. Archimède continue sa description jusqu'à atteindre la 108-ième période, et finissant par donner ainsi un nom au gigantesque nombre
{\displaystyle \left((10^{8})^{(10^{8})}\right)^{(10^{8})}=10^{8\times 10^{16}},}
qui s'écrit, en système décimal, comme un 1 suivi de quatre-vingts billiards (80 × 1015) de zéros.
Le système d'Archimède est essentiellement un système de notation positionnelle en base 108, d'autant plus remarquable que les Grecs utilisaient un système beaucoup plus simple, basé sur leur alphabet, et ne permettant pas de dépasser une myriade.
Archimède découvrit et démontra également à cette occasion la loi d'addition des exposants, {\displaystyle 10^{a}10^{b}=10^{a+b}}, nécessaire pour manipuler les puissances de 10.

## Estimation de la taille de l'Univers
Pour obtenir une estimation du nombre de grains de sable nécessaires pour remplir l'Univers, Archimède doit d'abord estimer la taille de ce dernier, tel qu'il était connu à l'époque. Il utilise pour cela le modèle héliocentrique d'Aristarque de Samos (ce travail d'Aristarque est perdu ; l'ouvrage d'Archimède est l'une des rares références à sa théorie qui subsiste). L'immensité de ce modèle vient de ce que les Grecs étaient incapables d'observer les parallaxes stellaires, ce qui impliquait qu'elles devaient être extrêmement petites, et donc que les étoiles devaient être situées à de très grandes distances de la Terre (en supposant que l'héliocentrisme soit vrai).
Aristarque ne donnait en fait pas d'estimation des distances des étoiles. Archimède dut donc faire une hypothèse à ce sujet : il choisit d'admettre que l'Univers est sphérique, et que le rapport de son diamètre à celui de l'orbite de la Terre autour du Soleil est le même que celui de ce dernier diamètre à celui de la Terre.
Pour obtenir une majoration, Archimède prit d'assez larges surestimations de ses données, admettant :
- que la circonférence terrestre ne pouvait dépasser 300 myriades de stades (environ 5 × 105 km, soit plus de 10 fois la valeur correcte) ;
- que la Lune n'était pas plus grande que la Terre, et que le Soleil n'était pas plus grand que 30 fois la Lune[7] ;
- que le diamètre angulaire du Soleil, vu de la Terre était supérieur à 1/200 d'angle droit (ce qui est un peu plus petit que la valeur exacte d'un demi-degré).

Il calcule alors (utilisant d'autres majorations ce faisant) que le diamètre de l'Univers ne peut dépasser 1014 stades (environ 2 années-lumière), et que 1063 grains de sable suffiraient à le remplir.
En chemin, Archimède dut se livrer à d’intéressantes expérimentations. Ainsi, pour estimer le diamètre angulaire du Soleil, il prit en compte la taille finie de la pupille de l’œil, ce qui est sans doute le premier exemple d'une expérimentation en psychophysique, la branche de la psychologie s'intéressant aux mécanismes de la perception, dont le développement est généralement attribué à Hermann von Helmholtz.